# Leela Devi Dookun-Lutchoomun
Leela Devi Dookun-Luchoomun, née le 16 avril 1961, est une femme politique mauricienne, plusieurs fois ministre. Elle occupe les fonctions de ministre de la Sécurité sociale.

## Biographie
Elle est enseignante de profession, connue comme professeur de biologie.

### Parcours politique
En 1996, elle rejoint le Mouvement socialiste militant (MSM) et participe aux élections municipales de Vacoas-Phoenix, puis est candidat à la députation en 2000. Elle est élue député. Elle devient ministre des Arts et de la Culture, dans un gouvernement dirigé par le premier ministre Paul Bérenger, et dans le cadre d'une alliance MSM / MMM.
En 2005, la coalition MSM / MMM perd les élections au profit du Parti travailliste mauricien. Elle garde cependant son mandat de député mais rentre dans l'opposition parlementaire. Elle est membre de l'opposition de 2005 à 2010 avant les élections générales en 2010. Le Parti travailliste remporte ces élections une nouvelle fois face au Mouvement militant mauricien (MMM) de Paul Bérenger, mais en s'alliant avec le Mouvement socialiste militant. Membre de cette coalition au pouvoir, elle devient ministre de la Sécurité sociale, de la Solidarité nationale et de la réforme des institutions, du 11 mai 2010 au 25 juillet 2011, puis en 2015 ministre de l’Éducation, du Tertiaire et de la Recherche,.